# József Pokorny
József Pokorny dit Pogány (né le 17 juillet 1882 en Autriche-Hongrie et mort le 17 mars 1955 à Budapest en Hongrie) est un joueur de football hongrois.
Il est surtout connu pour avoir terminé meilleur buteur du championnat de Hongrie durant la saison 1904 avec 16 buts.